# 丁則民

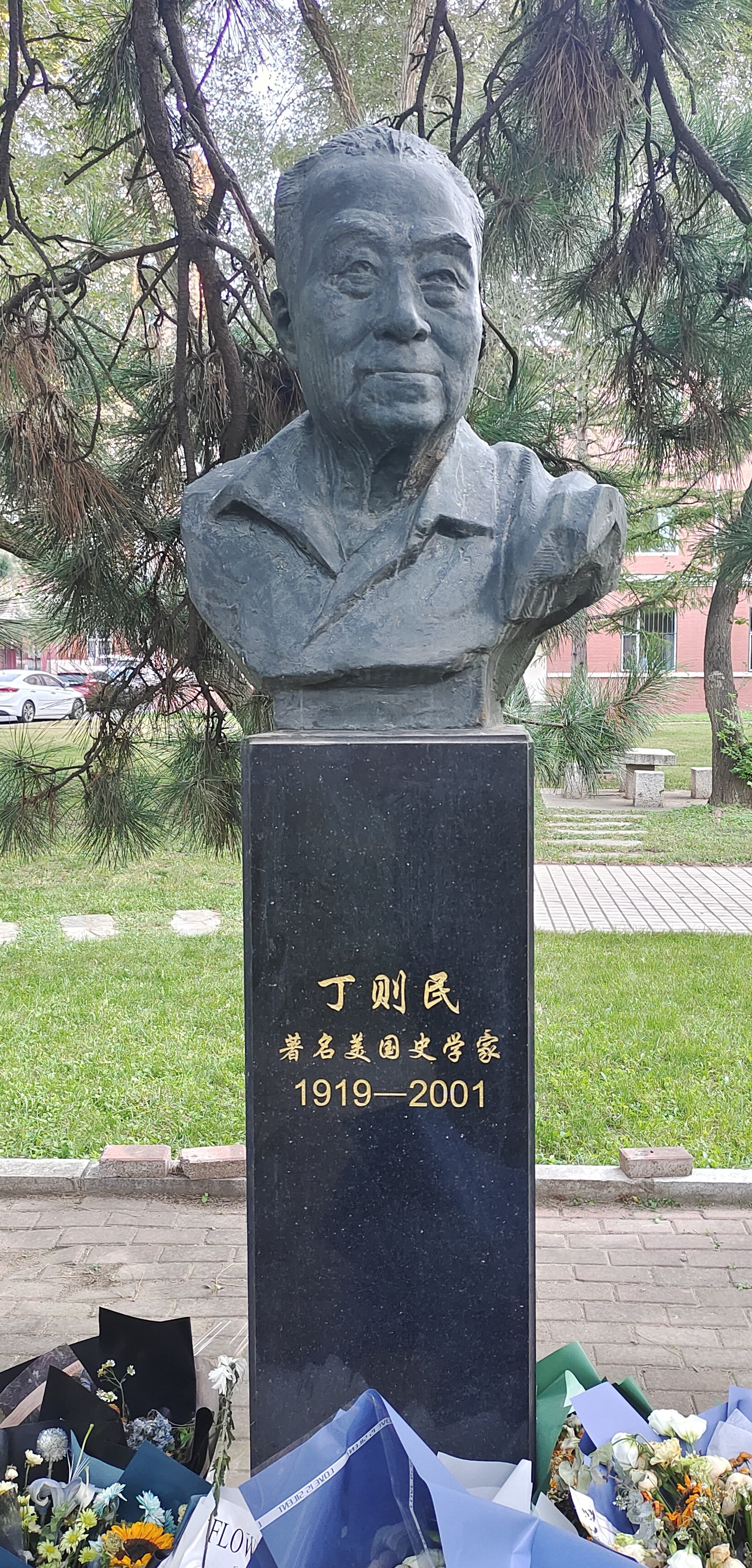
丁則民塑像，位於東北師範大學

丁則民（1919年7月22日—2001年2月26日），字俊章，祖籍福建閩侯，出生於北平，中國歷史學家、美國史專家，為中國美國史及世界現代史學科的奠基者與開拓者之一。曾任東北師範大學美國研究所所長、博士生導師，兼中國美國史研究會前副理事長、顧問、民盟長春市委常委、吉林省長春市第六屆政協委員。

## 生平

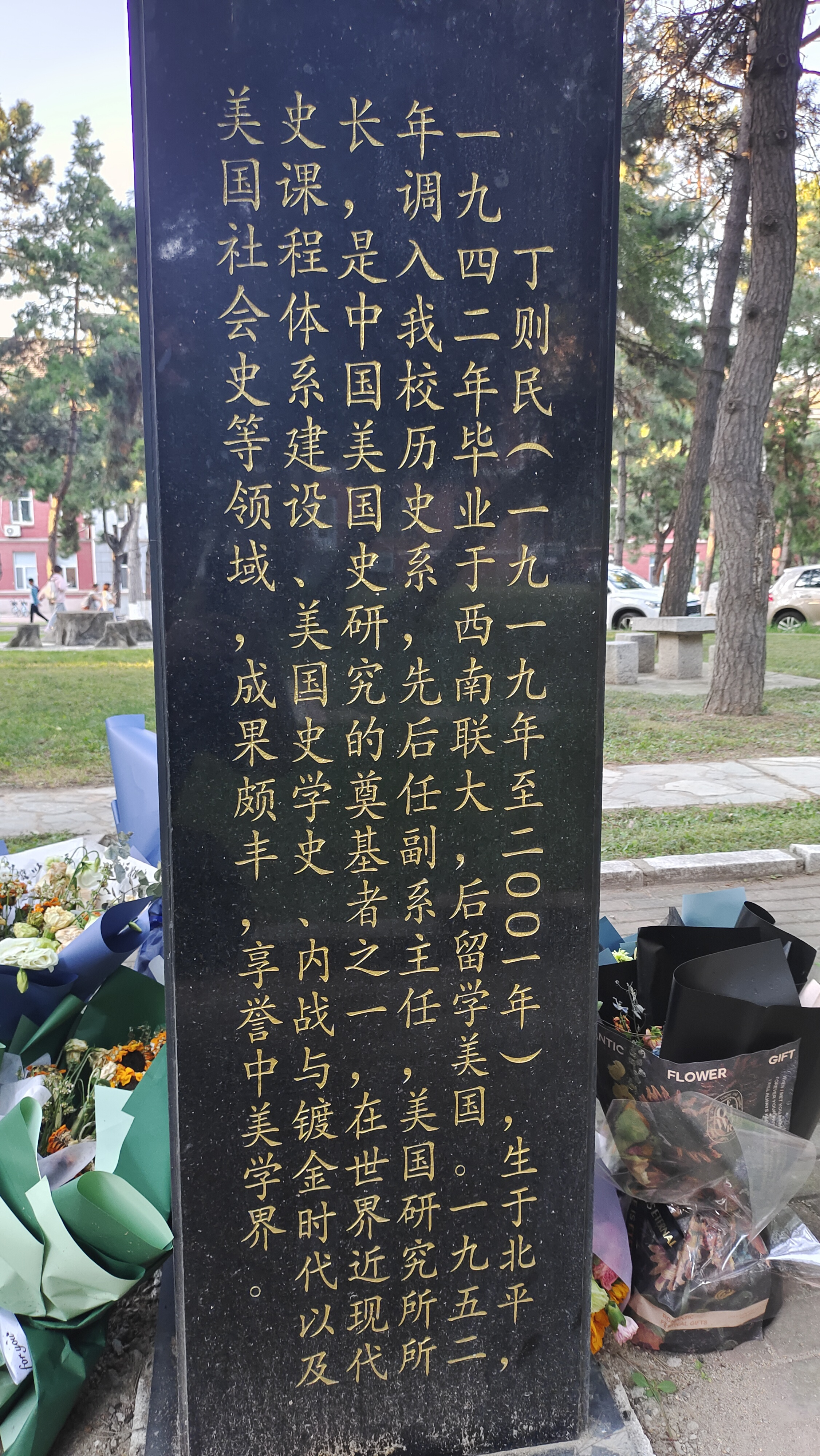
丁則民塑像碑陰所刻傳文

1937年考入北平燕京大學法學院。抗日戰爭爆發後，南下奔赴昆明，就讀於西南聯合大學歷史系，期間在陳寅恪、錢穆、雷海宗和潘光旦等人影響下對世界史的興趣日增，同時參加當地抗日活動。1942年畢業後，留學美國華盛頓大學，攻讀美國史。1952年全國院系調整，被分配至東北師範大學歷史系任教，教授世界現代史。在東北師範大學歷史系，先後任歷史系教授、歷史系副主任、美國研究所所長，爲中國美國史研究奠基人之一，推動建設中國世界近現代史課程體系建設。研究領域涉及美國史學史、美國內戰與鍍金時代、美國社會史等。又曾擔任中國美國史研究會副理事長、顧問、民盟長春市委常委、吉林省長春市第六屆政協委員等。2001年2月26日去世於長春。

## 著作
著有《美國排華史》、《世界現代史》、《美國內戰與鍍金時代》等。